# Črnotiče
Črnotiče este o localitate din comuna Koper, Slovenia, cu o populație de 85 de locuitori.